# Heinujärvi
Heinujärvi är en sjö i kommunen Rovaniemi i landskapet Lappland i Finland. Den är 9,8 meter djup. Arean är 42 hektar och strandlinjen är 3,29 kilometer lång. Sjön  ingår i Kemi älvs huvudavrinningsområde.   Den ligger omkring 42 kilometer nordöst om Rovaniemi och omkring 730 kilometer norr om Helsingfors. 
Öster om Heinujärvi ligger Heinuvaara. 